# Ken Alibek
Ken Alibek, Kanatjan Alibekow (ur. 1950 w Kazachstanie) – lekarz wojskowy, były dyrektor zakładu produkcji wąglika w Stepnogorsku i zastępca dyrektora Biopreparatu (instytucji zajmującej się w ZSRR wytwarzaniem broni biologicznej). Od 1992 w USA, obecnie mieszka w Wirginii i wykłada na tamtejszym uniwersytecie. Autor książki opisującej badania nad bronią biologiczną w ZSRR (Ken Alibek, Stephen Hadelman: Biohazard, Warszawa, Prószyński i S-ka, 2000).